# 飯富町
飯富町（いいとみちょう）は、茨城県水戸市の町。

## 地理
水戸市の北部に位置し、藤井川、那珂川、田野川に囲まれた細長い地形をしている。

## 歴史
飯富村が国田村と合併してできた町である。古墳もいくつか点在し、安戸星古墳がその中の一つである。後三年の役で源義家が立ち寄ったという藤内神社がある。江戸氏の合戦の舞台となった。

## 施設・史跡
- 藤内神社
- 大井神社
- 水戸市立飯富中学校
- 水戸市立飯富小学校
- 茨城県立水戸飯富特別支援学校
- 親鸞聖人 御田植え歌の舊跡碑
- 水戸市消防局 北消防署飯富出張所
- 飯富郵便局
- 飯富駐在所
- 塙不動尊
- 真佛寺
- 日新塾跡
- 鹿島神社
- 加倉井砂山墓
- 楮川ダム
- 安戸星古墳
- 飯富市民センター
- 飯富長塁[8]
- とろんこ橋
- 水戸市消防団第14分団
- 陸上自衛隊水戸渡河演習場

## 参考資料
- Googleマップ　飯富町